# Preston (Tyne and Wear)
Preston – osada w Anglii, w Tyne and Wear, w dystrykcie metropolitalnym North Tyneside. W 2011 miejscowość liczyła 8419 mieszkańców.